# 1. Fußball-Club Kaiserslautern 2021-2022
Questa voce raccoglie le informazioni riguardanti il 1. Fußball-Club Kaiserslautern nelle competizioni ufficiali della stagione 2021-2022.

## Stagione
Nella stagione 2021-2022 il Kaiserslautern, allenato da Marco Antwerpen, concluse il campionato di 3. Liga al 3º posto, vinse i play-off con la Dinamo Dresda e fu promosso in 2. Bundesliga. In Coppa di Germania il Kaiserslautern fu eliminato al primo turno dal Borussia M'gladbach.

## Rosa
| N. |                        | Ruolo | Calciatore        |
| -- | ---------------------- | ----- | ----------------- |
| 1  | Germania (bandiera)    | P     | Avdo Spahic       |
| 2  | Germania (bandiera)    | D     | Boris Tomiak      |
| 3  | Germania (bandiera)    | D     | Marvin Senger     |
| 4  | Germania (bandiera)    | D     | Alexander Winkler |
| 5  | Germania (bandiera)    | D     | Kevin Kraus       |
| 6  | Turchia (bandiera)     | C     | Hikmet Çiftçi     |
| 7  | Germania (bandiera)    | C     | Marlon Ritter     |
| 8  | Germania (bandiera)    | C     | Jean Zimmer       |
| 9  | Turchia (bandiera)     | A     | Muhammed Kiprit   |
| 10 | Germania (bandiera)    | C     | Nicolás Sessa     |
| 11 | Germania (bandiera)    | A     | Kenny Redondo     |
| 13 | Stati Uniti (bandiera) | A     | Terrence Boyd     |
| 14 | Germania (bandiera)    | A     | Lucas Röser       |
| 15 | Germania (bandiera)    | D     | Maximilian Hippe  |
| 16 | Germania (bandiera)    | C     | Julian Niehues    |
| 17 | Germania (bandiera)    | C     | René Klingenburg  |

| N. |                     | Ruolo | Calciatore       |
| -- | ------------------- | ----- | ---------------- |
| 18 | Germania (bandiera) | P     | Julian Krahl     |
| 19 | Germania (bandiera) | A     | Daniel Hanslik   |
| 20 | Germania (bandiera) | D     | Dominik Schad    |
| 21 | Germania (bandiera) | D     | Hendrick Zuck    |
| 23 | Germania (bandiera) | C     | Philipp Hercher  |
| 24 | Germania (bandiera) | C     | Felix Götze      |
| 25 | Germania (bandiera) | A     | Simon Stehle     |
| 27 | Germania (bandiera) | C     | Anil Gözütok     |
| 28 | Germania (bandiera) | C     | Mike Wunderlich  |
| 31 | Germania (bandiera) | P     | Lorenz Otto      |
| 36 | Germania (bandiera) | C     | Anas Bakhat      |
| 37 | Germania (bandiera) | P     | Silas Baur       |
| 38 | Germania (bandiera) | D     | Neal Gibs        |
| 39 | Germania (bandiera) | P     | Elija Wohlgemuth |
| 40 | Germania (bandiera) | P     | Matheo Raab      |

## Organigramma societario
Area tecnica
- Allenatore: Dirk Schuster
- Allenatore in seconda: Sascha Franz
- Preparatore dei portieri: Andreas Clauß
- Preparatori atletici: Oliver Schäfer, Fabian Kobel

## Calciomercato

### Sessione estiva
| Acquisti | Acquisti         | Acquisti               | Acquisti |
| R.       | Nome             | da                     | Modalità |
| -------- | ---------------- | ---------------------- | -------- |
| P        | Julian Krahl     | Viktoria Berlino       |          |
| D        | Maximilian Hippe | Borussia Dortmund II   |          |
| A        | Simon Stehle     | Hannover 96            |          |
| A        | Muhammed Kiprit  | Uerdingen 05           |          |
| C        | René Klingenburg | Viktoria Colonia       |          |
| C        | Julian Niehues   | Borussia M'gladbach II |          |
| A        | Lucas Röser      | Türkgücü               |          |
| D        | Boris Tomiak     | Fortuna Düsseldorf     |          |
| C        | Mike Wunderlich  | Viktoria Colonia       |          |

| Cessioni | Cessioni          | Cessioni             | Cessioni |
| R.       | Nome              | a                    | Modalità |
| -------- | ----------------- | -------------------- | -------- |
| C        | Simon Skarlatidis | Unterhaching         |          |
| A        | Dylan Esmel       | Rot-Weiß Coblenza    |          |
| C        | Tim Rieder        | Türkgücü             |          |
| P        | Jonas Weyand      | Schott Magonza       |          |
| D        | Lukas Gottwalt    | FSV Francoforte      |          |
| D        | Adam Hloušek      | Nieciecza            |          |
| D        | Lars Oeßwein      | Alemannia Aquisgrana |          |
| C        | Anas Ouahim       | Sandhausen           |          |
| A        | Marvin Pourié     | Karlsruhe            |          |
| C        | Carlo Sickinger   | Sandhausen           |          |
| P        | Elija Wohlgemuth  | Kaiserslautern II    |          |

### Sessione invernale
| Acquisti | Acquisti      | Acquisti   | Acquisti |
| R.       | Nome          | da         | Modalità |
| -------- | ------------- | ---------- | -------- |
| A        | Terrence Boyd | Hallescher |          |

| Cessioni | Cessioni          | Cessioni        | Cessioni |
| R.       | Nome              | a               | Modalità |
| -------- | ----------------- | --------------- | -------- |
| A        | Elias Huth        | Hallescher      |          |
| C        | Marius Kleinsorge | Rot-Weiss Essen |          |

## Risultati

### 3. Liga

#### Girone di andata
| Kaiserslautern 24 luglio 2021, ore 14:00 CEST 1ª giornata | Kaiserslautern | 0 – 0 referto | Eintracht Braunschweig | Fritz-Walter-Stadion (15 000 spett.)\| Arbitro: \| Thomsen \| |
| Arbitro:                                                  | Thomsen        |               |                        |                                                               |

| Arbitro: | Schwengers |

|               |           |  |
| Dombrowka 45’ | Marcatori |  |

| Arbitro: | Oldhafer |

|                                            |           |  |
| Jopek 3’ Ciğerci 45’ Falcão 53’ Yılmaz 84’ | Marcatori |  |

| Arbitro: | Willenborg |

|                                           |           |  |
| Klingenburg 26’ Kiprit 33’ Wunderlich 87’ | Marcatori |  |

| Arbitro: | Koslowski |

|                  |           |  |
| Zimmerschied 19’ | Marcatori |  |

| Arbitro: | Exner |

|                    |           |           |
| Nkansah 19’ (aut.) | Marcatori | 73’ König |

| Arbitro: | Sather |

|            |           |  |
| Schuler 7’ | Marcatori |  |

| Kaiserslautern 11 settembre 2021, ore 14:00 CEST 8ª giornata | Kaiserslautern | 0 – 0 referto | Waldhof Mannheim | Fritz-Walter-Stadion (13 150 spett.)\| Arbitro: \| Heft \| |
| Arbitro:                                                     | Heft           |               |                  |                                                            |

| Arbitro: | Haslberger |

|  |           |                        |
|  | Marcatori | 33’ Hercher 75’ Kiprit |

| Arbitro: | Bacher |

|                            |           |  |
| Klingenburg 7’ Hercher 25’ | Marcatori |  |

| Arbitro: | Lechner |

|  |           |                                                                  |
|  | Marcatori | 11’ Ritter 17’ Kraus 30’ Wunderlich 44’ Hercher 48’, 56’ Hanslik |

| Arbitro: | Winter |

|                                     |           |  |
| Götze 12’ Tomiak 48’ Wunderlich 62’ | Marcatori |  |

| Arbitro: | Oldhafer |

|                       |           |            |
| Wunderlich 82’ (aut.) | Marcatori | 44’ Tomiak |

| Arbitro: | Erbst |

|  |           |                         |
|  | Marcatori | 23’ Kraulich 26’ Pourié |

| Arbitro: | Badstübner |

|  |           |                        |
|  | Marcatori | 32’ Tomiak 68’ Redondo |

| Arbitro: | Fuchs |

|                   |           |  |
| Ritter 68’ (rig.) | Marcatori |  |

| Dortmund 27 novembre 2021, ore 14:00 CET 17ª giornata | Borussia Dortmund II | 0 – 0 referto | Kaiserslautern | Stadio Rote Erde (3 128 spett.)\| Arbitro: \| Burda \| |
| Arbitro:                                              | Burda                |               |                |                                                        |

| Arbitro: | Benen |

|                                        |           |  |
| Hanslik 5’, 48’ Hercher 20’ Zimmer 87’ | Marcatori |  |

| Arbitro: | Müller |

|               |           |                      |
| Slišković 55’ | Marcatori | 5’ Hanslik 7’ Çiftçi |

#### Girone di ritorno
| Arbitro: | Waschitzki-Günther |

|               |           |                   |
| Consbruch 49’ | Marcatori | 55’ (rig.) Ritter |

| Arbitro: | Bacher |

|                                       |           |  |
| Tomiak 7’ Zuck 8’, 50’ Wunderlich 61’ | Marcatori |  |

| Arbitro: | Braun |

|                         |           |  |
| Niehues 42’ Hercher 64’ | Marcatori |  |

| Arbitro: | Petersen |

|                   |           |               |
| Bär 26’ Goden 85’ | Marcatori | 2’ Wunderlich |

| Arbitro: | Koslowski |

|                |           |  |
| Wunderlich 38’ | Marcatori |  |

| Arbitro: | Speckner |

|  |           |                            |
|  | Marcatori | 38’ Boyd 58’ (rig.) Kiprit |

| Arbitro: | Siewer |

|                     |           |                            |
| Tomiak 52’ Zuck 67’ | Marcatori | 32’ Conteh 55’ (rig.) Atik |

| Mannheim 20 febbraio 2022, ore 14:00 CET 27ª giornata | Waldhof Mannheim | 0 – 0 referto | Kaiserslautern | Carl-Benz-Stadion (19 000 spett.)\| Arbitro: \| Aytekin \| |
| Arbitro:                                              | Aytekin          |               |                |                                                            |

| Arbitro: | Fritz |

|                        |           |            |
| Winkler 36’ Ritter 77’ | Marcatori | 14’ Putaro |

| Arbitro: | Braun |

|  |           |          |
|  | Marcatori | 78’ Boyd |

| Arbitro: | Ittrich |

|                                 |           |  |
| Boyd 12’ Hercher 53’ Ritter 73’ | Marcatori |  |

| Friburgo in Brisgovia 19 marzo 2022, ore 14:00 CET 31ª giornata | Friburgo II | 0 – 0 referto | Kaiserslautern | Dreisamstadion (9 000 spett.)\| Arbitro: \| Haslberger \| |
| Arbitro:                                                        | Haslberger  |               |                |                                                           |

| Arbitro: | Reichel |

|                                           |           |           |
| Boyd 37’, 47’, 73’ Ritter 59’ Winkler 70’ | Marcatori | 86’ Pusch |

| Arbitro: | Stegemann |

|          |           |                         |
| Sané 85’ | Marcatori | 32’ Wunderlich 58’ Boyd |

| Arbitro: | Brand |

|                                  |           |             |
| Hanslik 17’ Boyd 56’ Redondo 65’ | Marcatori | 48’ Jänicke |

| Arbitro: | Badstübner |

|                         |           |                |
| Iredale 2’ Gürleyen 73’ | Marcatori | 9’ (rig.) Zuck |

| Arbitro: | Osmers |

|           |           |                                 |
| Götze 90’ | Marcatori | 32’ Fink 59’ Njinmah 81’ Pherai |

| Arbitro: | Petersen |

|                       |           |  |
| Fritz 26’ Philipp 37’ | Marcatori |  |

| Kaiserslautern 14 maggio 2022 38ª giornata | Kaiserslautern | – non disputata referto | Türkgücü | Fritz-Walter-Stadion |

#### Spareggio promozione-retrocessione
| Kaiserslautern 20 maggio 2022, ore 20:30 CEST andata | Kaiserslautern | 0 – 0 referto | Dinamo Dresda | Fritz-Walter-Stadion (46 179 spett.)\| Arbitro: \| Brych \| |
| Arbitro:                                             | Brych          |               |               |                                                             |

| Arbitro: | Siebert |

|  |           |                         |
|  | Marcatori | 59’ Hanslik 90’ Hercher |

### Coppa di Germania
| Arbitro: | Osmers |

|  |           |            |
|  | Marcatori | 11’ Stindl |

## Statistiche

### Statistiche di squadra
| Competizione                       | Punti | In casa | In casa | In casa | In casa | In casa | In casa | In trasferta | In trasferta | In trasferta | In trasferta | In trasferta | In trasferta | Totale | Totale | Totale | Totale | Totale | Totale | DR  |
| Competizione                       | Punti | G       | V       | N       | P       | Gf      | Gs      | G            | V            | N            | P            | Gf           | Gs           | G      | V      | N      | P      | Gf     | Gs     | DR  |
| ---------------------------------- | ----- | ------- | ------- | ------- | ------- | ------- | ------- | ------------ | ------------ | ------------ | ------------ | ------------ | ------------ | ------ | ------ | ------ | ------ | ------ | ------ | --- |
| 3. Liga                            | 64    | 19      | 12      | 5       | 2       | 37      | 11      | 18           | 6            | 5            | 7            | 19           | 16           | 37     | 18     | 10     | 9      | 56     | 27     | +29 |
| Spareggio promozione-retrocessione | -     | 1       | 0       | 1       | 0       | 0       | 0       | 1            | 1            | 0            | 0            | 2            | 0            | 2      | 1      | 1      | 0      | 2      | 0      | +2  |
| Coppa di Germania                  | -     | 1       | 0       | 0       | 1       | 0       | 1       | 0            | 0            | 0            | 0            | 0            | 0            | 1      | 0      | 0      | 1      | 0      | 1      | -1  |
| Totale                             | 64    | 21      | 12      | 6       | 3       | 37      | 12      | 19           | 7            | 5            | 7            | 21           | 16           | 40     | 19     | 11     | 10     | 58     | 28     | +30 |

### Andamento in campionato
| Giornata  | 1 | 2  | 3  | 4  | 5  | 6  | 7  | 8  | 9  | 10 | 11 | 12 | 13 | 14 | 15 | 16 | 17 | 18 | 19 | 20 | 21 | 22 | 23 | 24 | 25 | 26 | 27 | 28 | 29 | 30 | 31 | 32 | 33 | 34 | 35 | 36 | 37 | 38 |
| --------- | - | -- | -- | -- | -- | -- | -- | -- | -- | -- | -- | -- | -- | -- | -- | -- | -- | -- | -- | -- | -- | -- | -- | -- | -- | -- | -- | -- | -- | -- | -- | -- | -- | -- | -- | -- | -- | -- |
| Luogo     | C | T  | T  | C  | T  | C  | T  | C  | T  | C  | T  | C  | T  | C  | T  | C  | T  | C  | T  | T  | C  | C  | T  | C  | T  | C  | T  | C  | T  | C  | T  | C  | T  | C  | T  | C  | T  | C  |
| Risultato | N | P  | P  | V  | P  | N  | P  | N  | V  | V  | V  | V  | N  | P  | V  | V  | N  | V  |    | N  | V  | V  | P  | V  | V  | N  | N  | V  | V  | V  | N  | V  | V  | V  | P  | P  | P  | N  |
| Posizione | 8 | 15 | 18 | 13 | 15 | 14 | 15 | 15 | 15 | 10 | 8  | 5  | 5  | 9  | 5  | 3  | 4  | 2  | 6  | 6  | 3  | 3  | 4  | 3  | 2  | 2  | 2  | 2  | 2  | 2  | 2  | 2  | 2  | 2  | 2  | 3  | 3  | 3  |

Legenda:

Luogo: C = Casa; T = Trasferta. Risultato: V = Vittoria; N = Pareggio; P = Sconfitta.

### Statistiche dei giocatori
| Giocatore      | 3. Liga  | 3. Liga | 3. Liga     | 3. Liga    | Spareggio | Spareggio | Spareggio   | Spareggio  | Coppa di Germania | Coppa di Germania | Coppa di Germania | Coppa di Germania | Totale   | Totale | Totale      | Totale     |
| Giocatore      | Presenze | Reti    | Ammonizioni | Espulsioni | Presenze  | Reti      | Ammonizioni | Espulsioni | Presenze          | Reti              | Ammonizioni       | Espulsioni        | Presenze | Reti   | Ammonizioni | Espulsioni |
| -------------- | -------- | ------- | ----------- | ---------- | --------- | --------- | ----------- | ---------- | ----------------- | ----------------- | ----------------- | ----------------- | -------- | ------ | ----------- | ---------- |
| A. Bakhat      | 0        | 0       | 0           | 0          | 0         | 0         | 0           | 0          | 0                 | 0                 | 0                 | 0                 | 0        | 0      | 0           | 0          |
| S. Baur        | 0        | 0       | 0           | 0          | 0         | 0         | 0           | 0          | 0                 | 0                 | 0                 | 0                 | 0        | 0      | 0           | 0          |
| T. Boyd        | 13       | 8       | 2           | 0          | 2         | 0         | 0           | 0          | 0                 | 0                 | 0                 | 0                 | 15       | 8      | 2           | 0          |
| N. Gibs        | 5        | 0       | 0           | 0          | 0         | 0         | 0           | 0          | 1                 | 0                 | 0                 | 0                 | 6        | 0      | 0           | 0          |
| F. Götze       | 23       | 2       | 2           | 0          | 1         | 0         | 0           | 0          | 1                 | 0                 | 0                 | 0                 | 25       | 2      | 2           | 0          |
| A. Gözütok     | 2        | 0       | 0           | 0          | 0         | 0         | 0           | 0          | 0                 | 0                 | 0                 | 0                 | 2        | 0      | 0           | 0          |
| D. Hanslik     | 35       | 6       | 3           | 1          | 2         | 1         | 1           | 0          | 1                 | 0                 | 0                 | 0                 | 38       | 7      | 4           | 1          |
| P. Hercher     | 34       | 6       | 4           | 0          | 1         | 1         | 0           | 0          | 0                 | 0                 | 0                 | 0                 | 35       | 7      | 4           | 0          |
| M. Hippe       | 8        | 0       | 2           | 0          | 0         | 0         | 0           | 0          | 0                 | 0                 | 0                 | 0                 | 8        | 0      | 2           | 0          |
| E. Huth        | 9        | 0       | 2           | 0          | 0         | 0         | 0           | 0          | 0                 | 0                 | 0                 | 0                 | 9        | 0      | 2           | 0          |
| M. Kiprit      | 26       | 3       | 1           | 0          | 0         | 0         | 0           | 0          | 1                 | 0                 | 0                 | 0                 | 27       | 3      | 1           | 0          |
| M. Kleinsorge  | 4        | 0       | 0           | 0          | 0         | 0         | 0           | 0          | 1                 | 0                 | 1                 | 0                 | 5        | 0      | 1           | 0          |
| R. Klingenburg | 28       | 2       | 5           | 0          | 1         | 0         | 0           | 0          | 1                 | 0                 | 1                 | 0                 | 30       | 2      | 6           | 0          |
| K. Kraus       | 28       | 1       | 4           | 1          | 2         | 0         | 0           | 0          | 1                 | 0                 | 0                 | 0                 | 31       | 1      | 4           | 1          |
| J. Niehues     | 17       | 1       | 0           | 0          | 2         | 0         | 1           | 0          | 1                 | 0                 | 1                 | 0                 | 20       | 1      | 2           | 0          |
| L. Otto        | 0        | 0       | 0           | 0          | 0         | 0         | 0           | 0          | 0                 | 0                 | 0                 | 0                 | 0        | 0      | 0           | 0          |
| M. Raab        | 34       | 0       | 2           | 0          | 2         | 0         | 0           | 0          | 1                 | 0                 | 0                 | 0                 | 37       | 0      | 2           | 0          |
| K. Redondo     | 31       | 2       | 2           | 1          | 2         | 0         | 0           | 0          | 1                 | 0                 | 0                 | 0                 | 34       | 2      | 2           | 1          |
| M. Ritter      | 32       | 6       | 3           | 0          | 2         | 0         | 0           | 0          | 0                 | 0                 | 0                 | 0                 | 34       | 6      | 3           | 0          |
| L. Röser       | 0        | 0       | 0           | 0          | 0         | 0         | 0           | 0          | 0                 | 0                 | 0                 | 0                 | 0        | 0      | 0           | 0          |
| D. Schad       | 25       | 0       | 0           | 0          | 1         | 0         | 0           | 0          | 0                 | 0                 | 0                 | 0                 | 26       | 0      | 0           | 0          |
| M. Senger      | 6        | 0       | 0           | 1          | 0         | 0         | 0           | 0          | 1                 | 0                 | 0                 | 0                 | 7        | 0      | 0           | 1          |
| N. Sessa       | 16       | 0       | 0           | 0          | 0         | 0         | 0           | 0          | 1                 | 0                 | 0                 | 0                 | 17       | 0      | 0           | 0          |
| A. Spahic      | 3        | 0       | 0           | 0          | 0         | 0         | 0           | 0          | 0                 | 0                 | 0                 | 0                 | 3        | 0      | 0           | 0          |
| S. Stehle      | 6        | 0       | 0           | 0          | 2         | 0         | 0           | 0          | 0                 | 0                 | 0                 | 0                 | 8        | 0      | 0           | 0          |
| B. Tomiak      | 35       | 5       | 12          | 0          | 2         | 0         | 1           | 0          | 1                 | 0                 | 1                 | 0                 | 38       | 5      | 14          | 0          |
| A. Winkler     | 27       | 2       | 6           | 0          | 0         | 0         | 0           | 0          | 0                 | 0                 | 0                 | 0                 | 27       | 2      | 6           | 0          |
| E. Wohlgemuth  | 0        | 0       | 0           | 0          | 0         | 0         | 0           | 0          | 0                 | 0                 | 0                 | 0                 | 0        | 0      | 0           | 0          |
| M. Wunderlich  | 36       | 7       | 5           | 0          | 2         | 0         | 0           | 0          | 1                 | 0                 | 0                 | 0                 | 39       | 7      | 5           | 0          |
| J. Zimmer      | 16       | 1       | 4           | 0          | 2         | 0         | 0           | 0          | 1                 | 0                 | 0                 | 0                 | 19       | 1      | 4           | 0          |
| H. Zuck        | 35       | 4       | 6           | 0          | 2         | 0         | 0           | 0          | 1                 | 0                 | 0                 | 0                 | 38       | 4      | 6           | 0          |
| H. Çiftçi      | 20       | 1       | 4           | 0          | 1         | 0         | 1           | 0          | 0                 | 0                 | 0                 | 0                 | 21       | 1      | 5           | 0          |